# Andreas von Dippel
Franz Andreas Dippel, ab 1819 Edler und Ritter von Dippel (* 10. November 1772 in Pressath, Oberpfalz; † 18. Mai 1837 in Königshütte bei Waldsassen, Oberpfalz) war ein bayerischer Bergrat und Landtagsabgeordneter.

## Leben
Dippel, der Sohn des Zimmerers Johann Ulrich Dippel (1747–1811), studierte Rechtswissenschaften an der Universität Ingolstadt. Ab 1804 war er zunächst Oberverweser der „Grube Gottesgab“ im Gleißinger Fels bei Fichtelberg (Fichtelgebirge), später Oberbergmeister in Königshütte bei Waldsassen, wo er 1833 zum Bergrat ernannt wurde.
Dippel, inzwischen wohlhabend und Gutsbesitzer, ließ im Jahr 1836 im nahen Wiesau (Oberpfalz) das König-Otto-Bad mit Kur- und Wohnhaus bauen.
Dippel gehörte von 1825 bis 1837 der Bayerischen Kammer der Abgeordneten an. Von 1831 bis 1834 galt er als „aktiv regierungstreu“.
Am 10. Juli 1810 wurde er in den königlich bayerischen Ritterstand mit Namensmehrung „Edler von“ erhoben. Die Immatrikulation im Königreich Bayern bei der Ritterklasse erfolgte allerdings erst am 7. Januar 1813.

## Mitgliedschaften
- Dippel war Mitglied Nr. 792 des Polytechnischen Vereins für das Königreich Bayern[6]

## Veröffentlichungen
- Vermischte Gedichte, Verlag Seidel, Sulzbach 1794
- Seiner Durchlaucht dem Herrn Churprinzen zu Pfalzbaiern, Carl Ludwig August, bey Überreichung des vaterländischen Mineralienkabinets unterthänigst gewidmet von Schichtmeister Dippel, 1802